# Avondale (Arizona)
Avondale é uma cidade localizada no estado americano do Arizona, no condado de Maricopa. Foi incorporada em 1946.

## Geografia
De acordo com o United States Census Bureau, a cidade tem uma área de 118,2 km², onde 118,1 km² estão cobertos por terra e 0,1 km² por água.

## Localidades na vizinhança
O diagrama seguinte representa as localidades num raio de 24 km ao redor de Avondale.

## Demografia
Segundo o censo nacional de 2010, a sua população é de 76 238 habitantes e sua densidade populacional é de 645,5 hab/km². Possui 27 001 residências, que resulta em uma densidade de 228,6 residências/km².